# Фраттамаджоре
Фраттамаджоре (итал. Frattamaggiore) — город в Италии, располагается в регионе Кампания, в провинции Неаполь.
Население составляет 31 831 человек (на 2004 г.), плотность населения составляет 6447 чел./км². Занимает площадь 5 км². Почтовый индекс — 80027. Телефонный код — 081.
Покровителем города почитается святой мученик Соссий. Праздник ежегодно празднуется 23 сентября.